# Lecionário

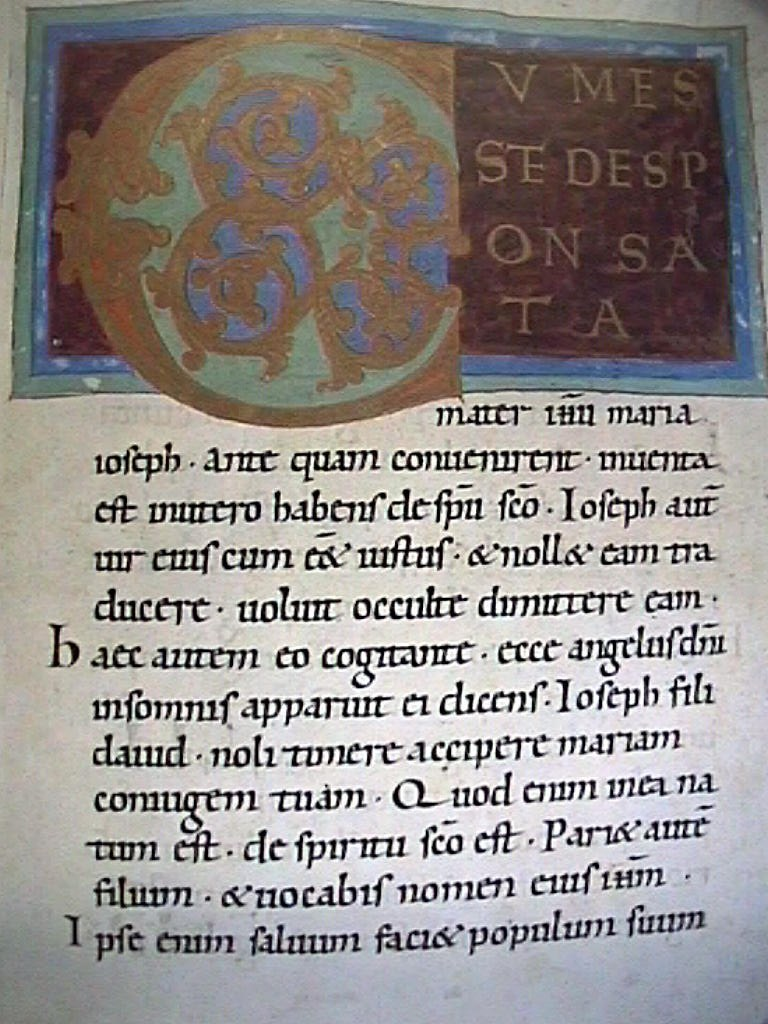
Página do Apocalipse de Bamberg, lecionário do século XI. Em destaque, o texto de

Um Lecionário (em latim: Evangelistarium) é um livro ou uma lista deles que contém uma colecção de leituras recomendadas para o culto cristão ou judaico de um determinado dia ou ocasião.

## História
Na antiguidade os judeus faziam leituras de seus textos sagrados sem uma ordem estabelecida.  Somente a partir da Era Medieval se estabeleceu um sequência padronizada das leituras a serem feitas nas sinagogas. Então, a tradição era ler primeiramente a Parashat haShavua (um trecho da Torá), seguida pelo Haftorá (uma selecção retirada do Neviim).  Por exemplo, textos da era cristã descrevem Jesus fazendo uma leitura "aleatória" de Isaías 61:1-2, em Lucas 4:16-21. Os cristãos primitivos adoptaram o costume judaico de fazerem leituras de trechos do Antigo Testamento no Shabat, mas logo adicionaram partes dos escritos dos apóstolos e evangelistas.
Durante os séculos, foram criados vários lecionários, tanto cristãos como judeus. Normalmente, um lecionário usa as passagens das escrituras em um padrão lógico, e incluem também as selecções que foram escolhidos pela comunidade religiosa por sua adequação para ocasiões específicas.

## Uso moderno

### Igreja Católica
Na igreja católica, o lecionário é o livro católico usado na missa, mais precisamente na Liturgia da Palavra, para que sejam lidos os textos adequados à missa que se está celebrando.

#### Tipos de Lecionários
Existem três tipos de Lecionários:
- Lecionário Dominical ABC - É o lecionário usado nos domingos. A sigla ABC, significa que esse lecionário é usado no ano A, no ano B, e no ano C. Também é usado nas festas e solenidades.
- Lecionário Semanal - É o lecionário usado nas missas semanais ( de segunda-feira a sábado ), e na Quarta-feira de Cinzas. Não é dividido em anos A, B, e C, mas num ciclo ferial dos anos pares (p) e ímpares (i).
- Lecionário Santoral - É o lecionário usado nas missas em louvor à Virgem Maria, aos santos e santas, nas missas votivas, e das diversas circunstâncias.